# Карлус-Барбоза (мини-футбольный клуб)
«Карлус-Барбоза» (порт. Associação Carlos Barbosa de Futsal) — бразильский мини-футбольный клуб из города Карлус-Барбоза, штат Риу-Гранди-ду-Сул. Один из самых титулованных мини-футбольных клубов в Бразилии и мире.

## История
Основан 1 марта 1976 года. Полное название клуба переводится как «Ассоциация футзала Карлус-Барбозы». Команда трижды завоёвывала Чашу Бразилии, пять раз становилась чемпионом страны (рекордный показатель), является рекордсменом по числу побед в чемпионате штата Риу-Гранди-ду-Сул (одном из сильнейших региональных первенств Бразилии по мини-футболу). Семь раз АКБФ выигрывал мини-футбольный Кубок Либертадорес, четыре раза завоёвывал Межконтинентальный кубок.

## Достижения
- Чемпион штата Риу-Гранди-ду-Сул (13): 1996, 1997, 1999, 2002, 2004, 2008, 2009, 2010, 2012, 2013, 2015, 2018, 2020 (рекорд)
- Чемпион Бразилии (5): 2001, 2004, 2006, 2009, 2015 (рекорд)
- Обладатель Чаши Бразилии (3): 2001, 2009, 2016
- Обладатель Суперкубка Бразилии (1): 2017
- Обладатель Кубка Либертадорес (7): 2002, 2003, 2010, 2011, 2017, 2018, 2019
- Обладатель Межконтинентального кубка (3): 2001, 2004, 2012

## Известные игроки
- Бетан
- Винисиус
- Габриэл
- Шоко
- Густаво
- Жоан
- Карлиньос
- Маркиньо
- Пеле Жуниор